# Juan de Lángara y Aritzmendi
Juan de Lángara y Aritzmendi (El Puerto de Santa María, 1700-Cádiz, 17 de febrero de 1781) fue un almirante español de origen vasco nacido en Cádiz que llegó a ser teniente general de la Real Armada Española. Fue padre de Juan de Lángara y Huarte.

## Biografía
José Patiño había creado en 1717 la compañía de guardiamarinas del departamento de Cádiz, y Juan de Lángara fue uno de los primeros en alistarse en la misma. 
Embarcó en la escuadra del general Gaztañeta y con ella estuvo en la campaña de Sicilia y el combate del cabo Passaro. Hizo después el corso contra los berberiscos y concurrió al socorro de Ceuta. Navegó en las escuadras de Baltasar de Guevara y del marqués de Mari y desempeñó importantes destinos en tierra. En el año de 1747 es ascendido a capitán de navío.
Al morir el general Andrés Reggio, Lángara era ya teniente general y fue nombrado interinamente capitán general del departamento de Cádiz y director general de la Armada en fecha 8 de febrero de 1780. Cuando el nombrado en propiedad Luis de Córdova salió a la mar, ocupó nuevamente el citado cargo hasta su muerte, acaecida en Cádiz en 1781.